# Nauclea
Nauclea är ett släkte av måreväxter.
Släktets utbredning omfattar tropiska Afrika, tropiska och subtropiska Asien och norra Australien. De ingående arterna är medelstora till stora träd (upp till 40 meter höga).

## Taxonomi
Släktet Nauclea tillhör tribusen Naucleeae. 2014, efter att undersökningar visat att den afrikanska kladen av Nauclea var mer närstående de två afrikanska släktena Burttdavya och Sarcocephalus, än den asiatiska kladen av Nauclea, synonymiserades Burttdavya och Sarcocephalus med Nauclea för att bilda ett monofyletiskt Nauclea.
Typart för släktet är Nauclea orientalis. Carl von Linné namngav först denna art som Cephalanthus orientalis i den första upplagan av Species plantarum, men överförde den till släktet Nauclea när han upprättade detta släkte i den andra upplagan 1762.

## Arter
Enligt databasen Plants of the World Online (POWO) omfattar släktet Nauclea 12 arter:

- Nauclea diderrichii (De Wild.) Merr.
- Nauclea gilletii (De Wild.) Merr.
- Nauclea latifolia Smith
- Nauclea nyasica  (Hoyle) Å.Krüger & Löfstrand
- Nauclea officinalis (Pierre ex Pit.) Merr. & Chun
- Nauclea orientalis (L.) L.
- Nauclea parva (Havil.) Merr.
- Nauclea pobeguinii  (Hua ex Pobég.) Merr.
- Nauclea robinsonii Merr.
- Nauclea subdita (Korth.) Steud.
- Nauclea tenuiflora (Havil.) Merr.
- Nauclea vanderguchtii (De Wild.) E.M.A.Petit

Nauclea xanthoxylon räknas i POWO som en synonym till Nauclea gilletii var. gilletii.
De två afrikanska arterna Nauclea latifolia och Nauclea pobeguinii ingick tidigare enligt en alternativ taxonomi i släktet Sarcocephalus, och den afrikanska arten Nauclea nyasica ingick tidigare som enda art i släktet Burttdavya.

## Trivialnamn
Ett svenskt trivialnamn för Nauclea är bilingasläktet. Bilinga är ett produktnamn för virke från Nauclea diderrichii, men kan också användas som trivialnamn för denna trädart. Ett annat trivialnamn som relaterar till Nauclea är badisläktet. I detta fall syftar badi på Nauclea pobeguinii.